# 동양시멘트 (2002~2010년 기업)
동양시멘트(東洋-, Tongyang Cement & Energy Corp.)주식회사는 2002년 설립한 대한민국 최초의 시멘트 회사이다. 대한민국 서울특별시에 본사, 강원도 삼척 공장을 두고 있다.

## 역사
- 2002 동양메이저(주) 시멘트부문을 분리, 동양시멘트(주)로 법인독립
- 2003 동양메이저(주), LH Holdings로부터 동양시멘트 지분 인수
- 2004 벌크시멘트 운반선 [세양호]진수식
- 2006 강원도 삼척 일대 신광산 개발 허가 취득
- 2007 광양슬래그공장, 사이로 증설공사(13,000톤)규모, 시멘트 누적 생산량 2억톤 달성
- 2008 삼척시와 신관광자원조성 해양레일바이크 및 해상곤돌라 설치 사업 투자협약 계약 체결
- 2010 골든오일과 흡수 합병, 폐업

## 환경
집진 설비 및 폐수정화 시설 등 첨단 환경 설비를 갖추고 '환경경영'을 펼치고 있다. 1994년에는 기존 대형 집진기를 최첨단 여과식집진기로 교체하였고, 1996년에는 업계 최초로 ISO 14001 환경인증과 슬래그시멘트에 대한 환경마크를 획득했다. 1998년에는 녹색에너지 기업 최우수상을 수상하였다.
폐기물 자원화사업으로 국가 에너지 환경정책에 기여하고 있다. 반도체 및 제철산업, 발전소등에서 발생하는 부산물을 시멘트 원료료 재활용하며, 연간 약 50만톤 규모이다. 시멘트 소성로는 1,000도 이상의 고온이라 유해물질이 완전 분해 및 흡수되어 천연자원 대체 및 환경보호가 가능하다
2004년 9월 1일, 폐열회수발전소 가동을 시작하였다. 폐열회수발전소는 시멘트 생산과정에서 나오는 고온,고압의 열풍을 폐열회수 보일러의 열원으로 이용하여 전기를 생산한다. 연간 약 13만MWh의 전력을 생산, 연간 약50억원의 제조원가절감 효과를 얻고 있으며 지구온난화 물질인 이산화탄소 발생을 감소시켜 환경보전에도 기여하고 있다.